# L'Enfant du secret (téléfilm, 2008)
Pour les articles homonymes, voir L'Enfant du secret.
L'Enfant du secret (The Memory Keeper's Daughter) est un téléfilm dramatique américain réalisé par Mick Jackson, diffusé le 12 avril 2008 sur Lifetime.

## Synopsis
En plein hiver 1964, en compagnie d'une infirmière Caroline Gil, le docteur David Henry aide sa femme Nora à mettre leurs jumeaux au monde. D'abord c'est un garçon baptisé Paul, puis une fille Phoebe. Il constate immédiatement que sa fille est trisomique. Il décide alors de la confier à l'infirmière pour qu'elle la place dans une institution spécialisée, en lui expliquant que ce syndrome ne lui donne pas une longue espérance de vie. L'infirmière, une fois arrivée là-bas avec le bébé, voit la triste situation d'autres patients atteints de la même maladie chromosomique et, écœurée, décide d'élever elle-même l'enfant…
David Henry présente le petit garçon à sa femme tout heureuse et, peu de temps après, lui fait croire que leur fille est morte…

## Fiche technique
- Titre original : The Memory Keeper's Daughter
- Titre français : L'Enfant du secret
- Réalisation : Mick Jackson
- Scénario : John Pielmeier (en), d'après le roman éponyme de Kim Edwards (en) (2005)
- Direction artistique : Ann Bromley
- Directeur de la photographie : Theo van de Sande
- Décors : Doug McCullough
- Costumes : Debra Hanson
- Montage : Lori Jane Coleman
- Musique : Daniel Licht
- Productions : Michael Mahoney, Howard Braunstein (exécutif) et Michael Jaffe (exécutif)
- Société de production : Jaffe/Braunstein Films
- Société de distribution : Lifetime Television (États-Unis)
- Pays : États-Unis
- Langue : anglais
- Format : Couleurs – 1.85 : 1 — Son Dolby Digital
- Genre : drame
- Durée : 90 minutes
- Dates de diffusion :
  -  États-Unis : 12 avril 2008
  -  France : 5 mars 2010

## Distribution
- Emily Watson (VFB : Colette Sodoyez) : Caroline Gil[2]
- Dermot Mulroney (VF : Guillaume Orsat) : Dr David Henry[2]
- Hugh Thompson (en) (VFB : Erwin Grünspan) : Al
- Gretchen Mol (VFB : Dominique Wagner) : Norah Henry[3]
- Krystal Hope Nausbaum : Phoebe
- Rob Stewart (VFB : Franck Dacquin) : Howard
- David Christofell (VFB : Laurent Vernin) : Pete Warren
- Emma Colbert : Phoebe à 6 ans
- Tyler Stentiford : Paul 13 ans
- Jamie Spilchuk : Paul 18-22 ans
- Owen Pattison : Paul 6 ans

## Production
Le roman The Memory Keeper's Daughter, intitulé L'Enfant de tous les silences en France, écrit par l'auteur américain Kim Edwards, est publié par Viking Press en juin 2005 et a été très bien accueilli grâce au bouche à oreille durant l'été 2006, ce qui lui permet d'être bien placé dans la catégorie de New York Times Best Seller list sur le journal The New York Times.

## Accueil
Le téléfilm a été vu par 5,8 millions de téléspectateurs lors de sa première diffusion.